# Symphonie–2
A Symphonie–2 közös francia–német távközlési műhold volt.

## Küldetés
A távközlési szolgáltatásban mintegy 40 ország (nyugatról keletre, illetve északról délre) vett részt (végül 50 ország tudta igénybe venni a szolgáltatást). A programban részt vevő országok szerteágazó szolgáltatási technológiákkal rendelkeztek, amit sikerült összhangba állítani. A szolgáltatás telefonos- rádiós (132 rádióállomás) és műholdas televíziós (analóg és digitális műsorszórás) témákban működött.

## Jellemzői
A Francia Űrügynökség (CNES) és a Német Űrügynökség (DFVLR) együttműködésében készült és üzemeltetett.
Megnevezései: Symphonie–2; Symphonie MV–2; COSPAR: 1975 -077A; Kódszáma: 8132. Előző indítás Symphonie–1.
1975. augusztus 27-én Floridából, a Cape Canaveral bázisról az LC–17B jelű indítóállásból egy Delta 2914 (599/D106) hordozórakétával állították pályára. Az orbitális egység pályája 1427,4 perces, 0 fokos hajlásszögű, geoszinkron pálya perigeuma 35 364 kilométer, az apogeuma 35 870 kilométer volt. Tömege 402, műszerparkja 221 kilogramm.
A műhold tervezett élettartama 5 év, tényleges működési ideje megközelítette a 10 évet. Egytengelyesen (egy kijelölt tengely irányában forgással) stabilizált űreszköz. Átviteli kapacitása  egyszerre 300 telefonhívás, egy televíziós csatorna és három rádiócsatorna. Pályaelemeinek időszakos módosítását gázfúvókákkal biztosították. Alakja hatszögletű prizma. Az űreszköz felületét napelemek borították, éjszakai (földárnyék) energia ellátását ezüst-cink akkumulátorok biztosították. Két parabolaantenna segítette az adatátvitelt, a kürt antenna adatfogadásra szolgált. A rendszer 90 MHz-es sávszélességgel dolgozott. A műhold segítségével lehetővé vált a Nemzetközi Vöröskereszt, az Egyesült Nemzetek Szervezete (ENSZ) békefenntartó misszióik, a katasztrófa-elhárítás gyors kapcsolatteremtése.
1985 második felében a rendszert kikapcsolták.